# エド・ウェストウィック
エド・ウェストウィック（Ed Westwick、本名：エドワード・ウェストウィック、Edward Westwick、1987年6月27日 - ）は、イギリスの俳優、ミュージシャン。

## 来歴・人物
イングランド・ハートフォードシャー州スティーブニッジ出身。ロンドンのナショナル・ユース・シアターで学ぶ。
2006年にデビューし、『Doctors』や『Casualty』などのテレビシリーズにゲスト出演。同年には二本の映画（『トゥモロー・ワールド』、『こわれゆく世界の中で』）に出演。翌年放送開始のテレビシリーズ『ゴシップガール』のチャック・バス役でブレイクし、ティーン・チョイス・アワードやヤング・ハリウッド・アワードを受賞した。
音楽活動も行っており、イギリスで活動する"The Filthy Youth"というインディー・ロックバンドでヴォーカルを務めている。『ゴシップガール』のシーズン1第12話の劇中でバンドの曲が2曲使用された。
ロンドンのサッカークラブ、チェルシーFCのファンである。ファッションブランド、K-Swissの顔をつとめている。

## 主な出演作品

### 映画
| 公開年 | 邦題 原題                                       | 役名               | 備考 |
| ------ | ----------------------------------------------- | ------------------ | ---- |
| 2006   | トゥモロー・ワールド Children of Men            | アレックス         |      |
| 2006   | こわれゆく世界の中で Breaking and Entering      | ゾーラン           |      |
| 2007   | リトル・ランボーズ Son of Rambow                | ローレンス         |      |
| 2008   | 100FEET ワンハンドレッドフィート 100 Feet       | ジョーイ           |      |
| 2009   | ドニー・ダーコ2 S. Darko                        | ランディー         |      |
| 2011   | ルーキー・ハウス・ガール Chalet Girl            | Jonny              |      |
| 2011   | J・エドガー J. Edgar                            | スミス捜査官       |      |
| 2013   | Romeo & Juliet                                  | ティボルト         |      |
| 2014   | モンスター・フライト Last Flight                | チャールズ         |      |
| 2016   | TAKE DOWN／テイクダウン Billionaire Ransom      | カイル・ハートマン |      |
| 2020   | シークレット・ウォー ナチス極秘計画 Enemy Lines | カミンスキー       |      |

### テレビシリーズ
| 放映年    | 邦題 原題                              | 役名           | 備考          |
| --------- | -------------------------------------- | -------------- | ------------- |
| 2007-2012 | ゴシップガール Gossip Girl             | チャック・バス | 121エピソード |
| 2009      | カリフォルニケーション Californication | バルト         | 1エピソード   |
| 2017      | ホワイトゴールド White Gold            | ヴィンセント   | Netflix配信   |